# Ditylomorphus blairi
Ditylomorphus blairi es una especie de coleóptero de la familia Oedemeridae.

## Distribución geográfica
Habita en Sudáfrica.